# Доходный дом В. П. Панюшева (Арбат)
Дохо́дный дом В. П. Паню́шева (Арбат) — доходный дом на Арбате, здание № 51.

## История
Дом был построен купцом Василием Петровичем Панюшевым и принадлежал ему.
Три корпуса доходного дома Василия Панюшева занимали два участка между Арбатом и Сивцевом Вражком. Исторически сложилось, что два владения всегда принадлежали одному хозяину. В середине XIX в. это был действительный статский советник Н.М. Васильчиков, который продал все строения и два садика, выходившие один на Арбат, другой — на Сивцев Вражек, жене подпоручика Суходольской Софье Евлампиевне. В конце концов, участок достается купцу В. Панюшеву.
В 1912 г. здесь вырастают, по проекту архитектора Василия Казакова, три корпуса доходных домов, получивших в народе говорящее название «муравейник». Однако прозвище относилось больше к дворовым корпусам дома 51 (стр. 2 и 3), которые не были видны с Арбата. О них писал А. Рыбаков в «Романе-воспоминании»: «корпуса тесно стоят один за другим, низкие арочные проезды соединяют два глубоких тёмных двора, прикрытых квадратами серого московского неба».
Дом пережил революцию, после 1917 г. в просторные солнечные квартиры первого корпуса вселили рабочих и военных, потеснив старых хозяев. Шикарные квартиры превратились в коммуналки. Дом окончательно стал «муравейником».
Третий корпус выходил на Сивцев Вражек, он стоял в глубине сквера, который сохранился от прежних хозяев. А. Рыбаков, живший во втором корпусе в кв. 87, писал, что в дворовых корпусах были одинаковые «небольшие квартиры, тесные и темные». Они даже не подверглись уплотнению, потому что уплотнять было некуда.
Корпус всегда оставался жилым.
Комплекс из трёх больших многоквартирных домов построен в 1911—1912 годах по проекту архитектора А. А. Иванова-Терентьева (по другим данным, в 1912 году по проекту В. А. Казакова, см. фото внизу). Симметричный фасад здания оформлен с использованием популярного во время его постройки «венского» приёма сплошной облицовки строительной керамикой (кабанчиком). В похожей манере отделан дом, построенный Ивановым-Терентьевым в Казарменном переулке (№ 8). Стилистически здание относится к протофункционализму (рациональному модерну).
Из-за больших размеров строения современники сравнивали дом с муравейником и казармами. В 1910 году этом здании был открыт кинотеатр «Арбатский АРС»(позднее — «Арбатский Кино-АРС» — для отличия от кинотеатра «АРС» на Тверской улице, который со временем был переименован в кинотеатр «Наука и знание» для демонстрации научно-познавательных и документальных фильмов). В 1920 году в свой последний приезд в Москву у жившего в квартире № 89 литературоведа П. С. Когана останавливался поэт А. А. Блок. В 1917 году здесь работали: фотоателье Дмитриева, кофейня «Англия» и кондитерская «Флей».
В 1919—1933 годах в доме жил писатель А. Рыбаков, о чём сообщает установленная на фасаде здания мемориальная доска. Дом стал «героем» его романа «Дети Арбата», а также повестей «Кортик» и «Выстрел». Рыбаков так описывал этот дом:
Самый большой дом на Арбате — между Никольским и Денежным переулками, теперь они называются Плотников переулок и улица Веснина. Три восьмиэтажных корпуса тесно стоят один за другим, фасад первого выложен белой глазурованной плиткой. Висят таблички: «Ажурная строчка», «Отучение от заикания», «Венерические и мочеполовые болезни»… Низкие арочные проезды, обитые по углам листовым железом, соединяют два глубоких тёмных двора.

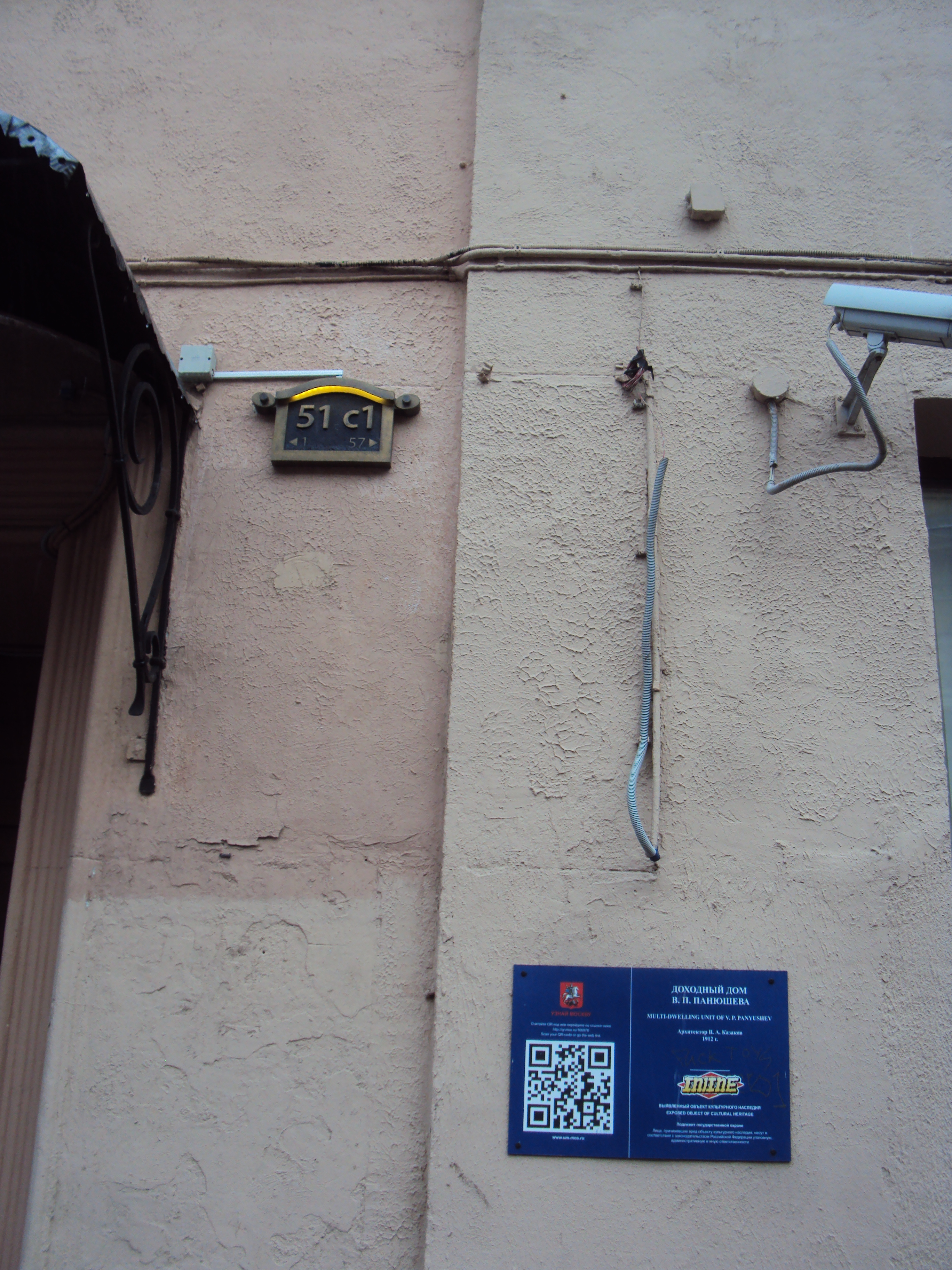
Доходный дом В. П. Панюшева: выявленный объект культурного наследия.

В разное время в доме жили: профессор ботаники В. С. Доктуровский; с 1923 по 1934 год — один из первых советских композиторов-песенников А. А. Давиденко, автор модных в 1930-е годы патриотических песен; в 1920-х годах — физик Б. Н. Клярфельд; в конце 1920-х годов — историк М. В. Нечкина; в 1950-х годах — биофизик и радиобиолог А. М. Кузин; в 1979—1991 годах в доме жила филолог-германист О. С. Ахманова. Здесь жил также главный редактор газеты «Красная звезда» Д. И. Ортенберг.

## Выявленный объект культурного наследия
Дом отнесён к категории выявленных объектов культурного наследия.